# Kenneth Franklin

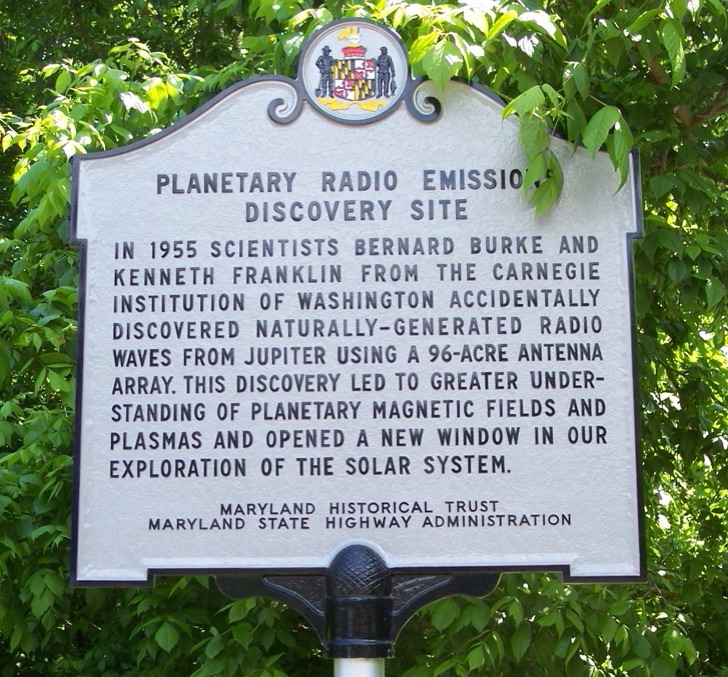
Gedenktafel am Ort der Entdeckung der Jupiter-Radiowellen

Kenneth Linn Franklin (* 25. März 1923 in Alameda (Kalifornien); † 18. Juni 2007 in Boulder (Colorado)) war ein US-amerikanischer Astronom.
Im Jahr 1955 entdeckte er zusammen mit Bernard Flood Burke die Radiostrahlung des Planeten Jupiter (Jupiter-Bursts).
Der Asteroid (2845) Franklinken ist nach ihm benannt.